# Buchwaldoboletus
Buchwaldoboletus  är ett släkte av soppar inom familjen Boletaceae.

## Levnadssätt
Buchwaldoboletus bildar, till skillnad mot de flesta svampar inom Boletaceae, inte mykorrhiza utan lever saprofytiskt. De uppges ofta vara rötsvampar, men Buchwaldoboletus lignicola (stubbsopp) förekommer nästan alltid tillsammans med brunrötesvampen Phaeolus schweinitzii (grovticka) och det har föreslagits att den inte egentligen är en rötsvamp, utan endast kan leva på trä som brutits ner av Phaeolus.

## Arter

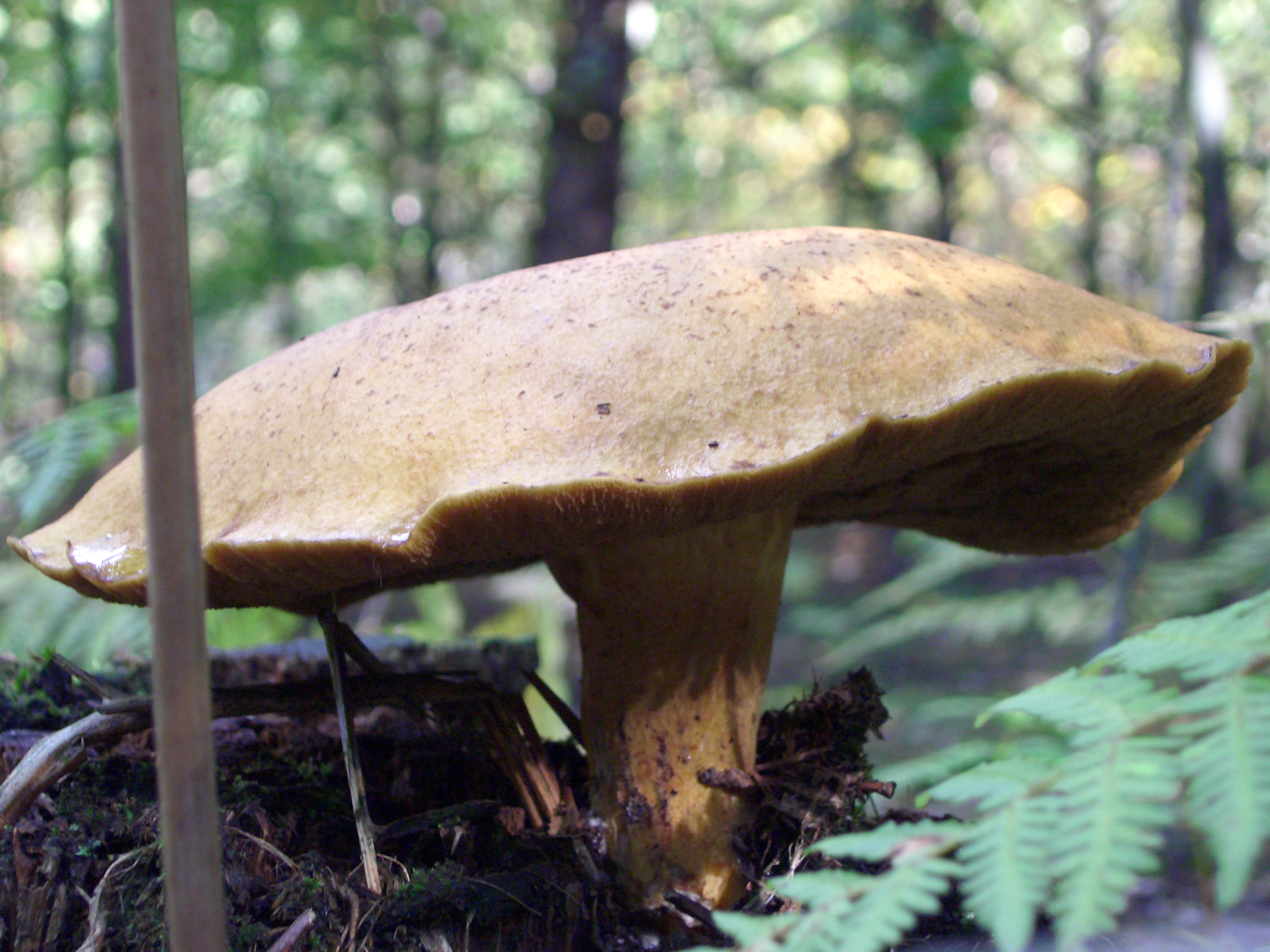
Buchwaldoboletus acaulis
- Buchwaldoboletus brachyspermus
- Buchwaldoboletus duckeanus
- Buchwaldoboletus hemichrysus
- Buchwaldoboletus kivuensis
- Buchwaldoboletus parvulus
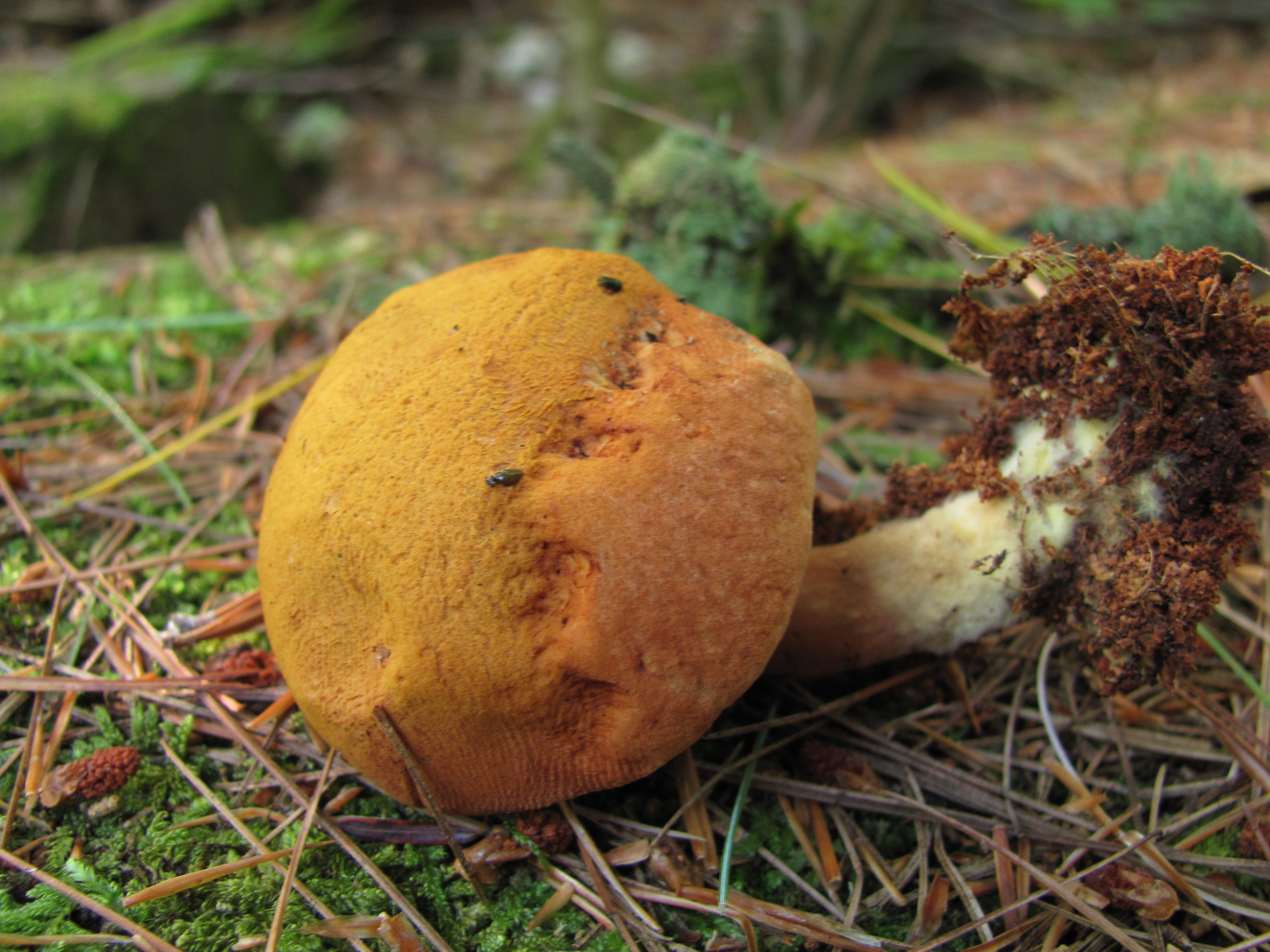
Stubbsopp Buchwaldoboletus lignicola
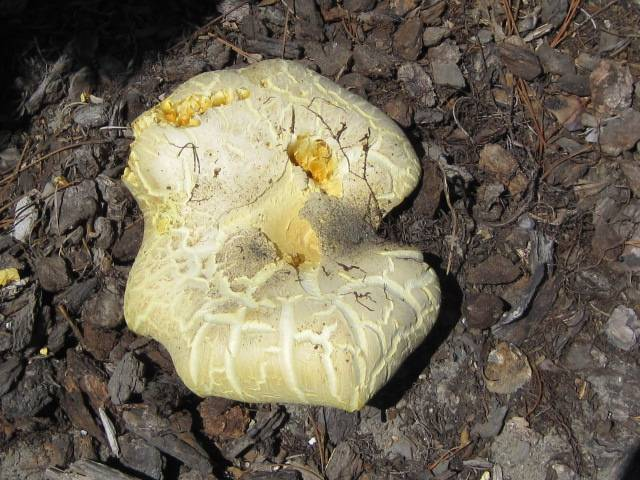
Buchwaldoboletus pontevedrensi
- Buchwaldoboletus pseudolignicola
- Buchwaldoboletus spectabilis
- Buchwaldoboletus sphaerocephalus
- Buchwaldoboletus xylophilus

- Buchwaldoboletus hemichrysus
- Buchwaldoboletus lignicola
Stubbsopp
- Buchwaldoboletus sphaerocephalus

## Taxonomi och fylogeni
Släktet upprättades 1969 av Albert Pilát för att omfatta Buchwaldoboletus lignicola och Buchwaldoboletus hemichrysus, då placerade i släktet Boletus.
Släktet är uppkallat efter den danske mykologen och växtpatologen Niels Fabritius Buchwald (1898-1986) med anledning av hans 70-årsdag.
Buchwaldoboletus bildar tillsammans med Chalciporus och Rubinoboletus en basal grupp inom Boletaceae:
|  | Buchwaldoboletus                                              |
|  |                                                               |
|  | \| \| Chalciporus \| \| \| \| \| \| Rubinoboletus \| \| \| \| |
|  |                                                               |
|  | Chalciporus                                                   |
|  |                                                               |
|  | Rubinoboletus                                                 |
|  |                                                               |

|  | Chalciporus   |
|  |               |
|  | Rubinoboletus |
|  |               |

|  | Buchwaldoboletus                                              |
|  |                                                               |
|  | \| \| Chalciporus \| \| \| \| \| \| Rubinoboletus \| \| \| \| |
|  |                                                               |
|  | Chalciporus                                                   |
|  |                                                               |
|  | Rubinoboletus                                                 |
|  |                                                               |

|  | Chalciporus   |
|  |               |
|  | Rubinoboletus |
|  |               |